# بروکن (کوزل)
بروکن (به آلمانی: Brücken) یک شهر در آلمان است که در Schönenberg-Kübelberg واقع شده‌است.